# Pliešovce, Zvolen
Pliešovce este o comună slovacă, aflată în districtul Zvolen din regiunea Banská Bystrica, pe malul râului Krupinica⁠(d). Localitatea se află la altitudinea de 400 m deasupra n.m., se întinde pe o suprafață de 56,28 km2 și în 2017 număra 2.365 de locuitori.

## Istoric
Localitatea Pliešovce este atestată documentar din 1332.

## Demografie
| An:                | 1994 | 2004   | 2014   | 2024   |
| ------------------ | ---- | ------ | ------ | ------ |
| Număr de persoane: | 2259 | 2203   | 2279   | 2262   |
| Diferență:         |      | −2,47% | +3,44% | −0,74% |

| An:                | 2023 | 2024   |
| ------------------ | ---- | ------ |
| Număr de persoane: | 2265 | 2262   |
| Diferență:         |      | −0,13% |